# Park Krajobrazowy Dolinki Krakowskie
Park Krajobrazowy „Dolinki Krakowskie” – zajmuje powierzchnię 20 686,1 ha, całość znajduje się w województwie małopolskim. Park posiada także otulinę o powierzchni 13 017,0 ha. Składa się z jarowych dolin położonych na Wyżynie Krakowsko-Częstochowskiej. Ściślej zajmuje obszar Wyżyny Olkuskiej i ciągnie się aż do Rowu Krzeszowickiego. Należy do Zespołu Parków Krajobrazowych Województwa Małopolskiego (wcześniej do Zespołu Jurajskich Parków Krajobrazowych). Usłany jest potokami i licznymi dolinami z formami rzeźby krasowej.

## Dolinki
Układ topograficzny, idąc od wschodu:
- Wąwóz Podskalański
- Dolina Kluczwody – rezerwat Zamkowe Skały; pozostałości zamku rycerskiego z XIV wieku
- Dolina Bolechowicka – skalna Brama Bolechowicka; krasowe źródło – pomnik przyrody
- Dolina Kobylańska (Karniowicka) – skałki: Dzwon, Okręt, Zjazdowa Turnia, Bodzio, Wzgórze Dumań, Mnich, Żabi Koń
- Dolina Będkowska – dł. ok. 7 km; skała Sokolica (najwyższa na Jurze), Jaskinia Nietoperzowa (Jerzmanowice); liczne skałki, wodospad Szum
- Dolina Szklarki – skała Brodło, wywierzysko krasowe – źródło Pióro, biegnie nią droga asfaltowa
- Dolina Racławki – rezerwat o pow. 473 ha z siecią ścieżek przyrodniczych
- Dolina Eliaszówki – otaczająca klasztor karmelitów bosych w Czernej

- Dolina Czernki
- Dolina Miękini – w której płynie potok Miękinia
- Dolina Kamienic – na granicy wsi Miękinia i Filipowic

Ponadto:
- Dolina Sztoły,
- Dolina Wrzosy,
- Dolina Czubrówki,
- Dolina Brzoskwini,
- Dolina Aleksandrowicka,
- Dolina Grzybowska,
- Dolina Dłubni,
- Dolina Mnikowska[3]

## Rezerwaty przyrody
- Dolina Kluczwody
- Wąwóz Bolechowicki
- Dolina Szklarki
- Dolina Racławki
- Dolina Eliaszówki

### Planowane
- Dubie (występowanie żył wulkanicznych)
- Jerzmanowice (z Jaskinią Nietoperzową)
- Dolina Kamienic
- Będkowice (wodospad w Dolinie Będkowskiej oraz źródło Będkówki)
- Paczółtowice (Jaskinia Racławicka)

## Turystyka, sport i rekreacja
Szlaki i ścieżki oferowane turystom zapewniają oprócz oglądania przyrody, również spotkanie z historią (na obszarze Jury, szczególnie w wieku XIV, powstały liczne zamki i warownie, z których większość stanowi dziś wkomponowane w krajobraz ruiny). Oprócz turystyki pieszej, można także uprawiać turystykę rowerową. Liczne skałki i ostańce wapienne stwarzają przede wszystkim pole do uprawiania wspinaczki.

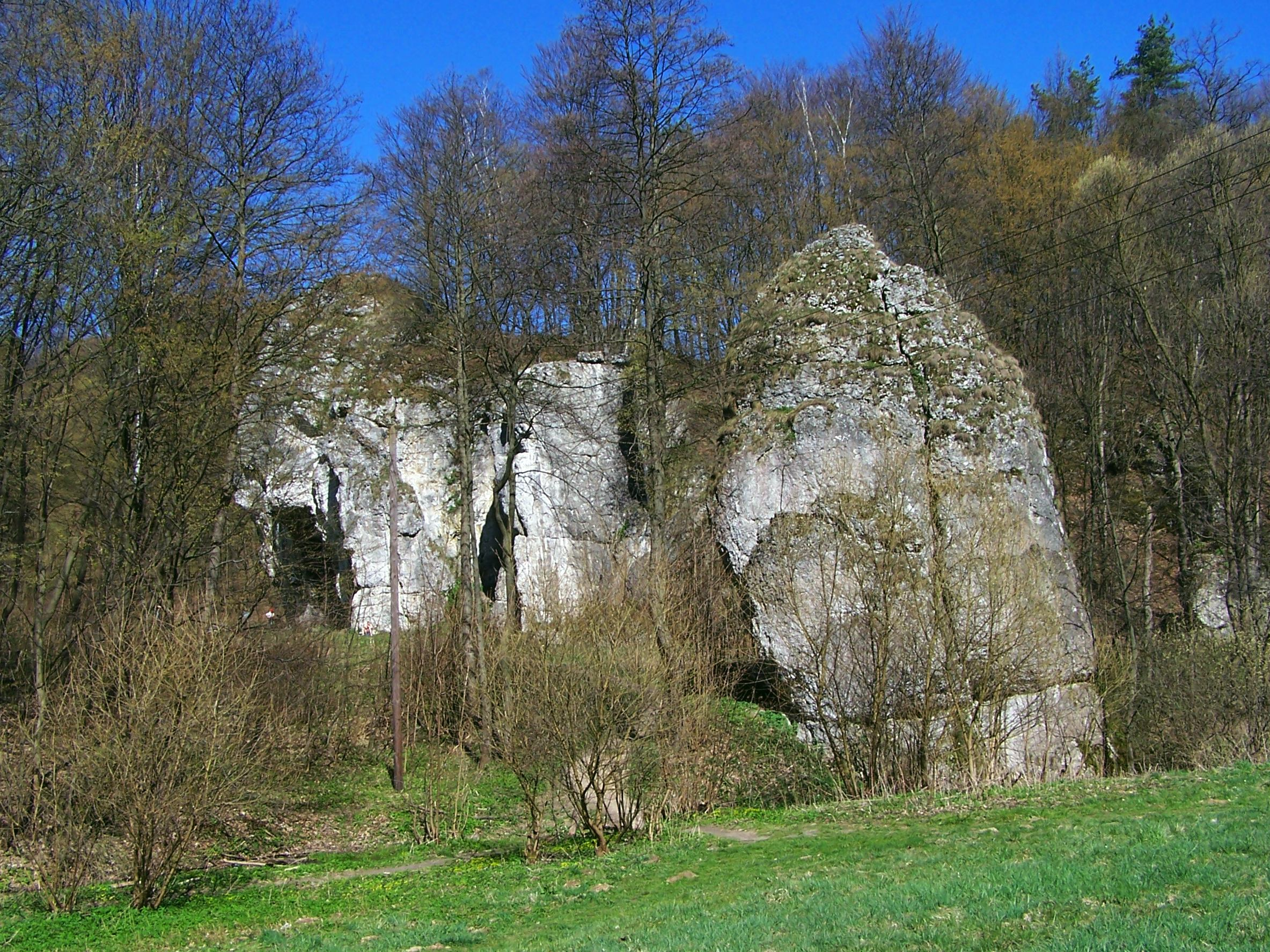
Dolina Będkowska
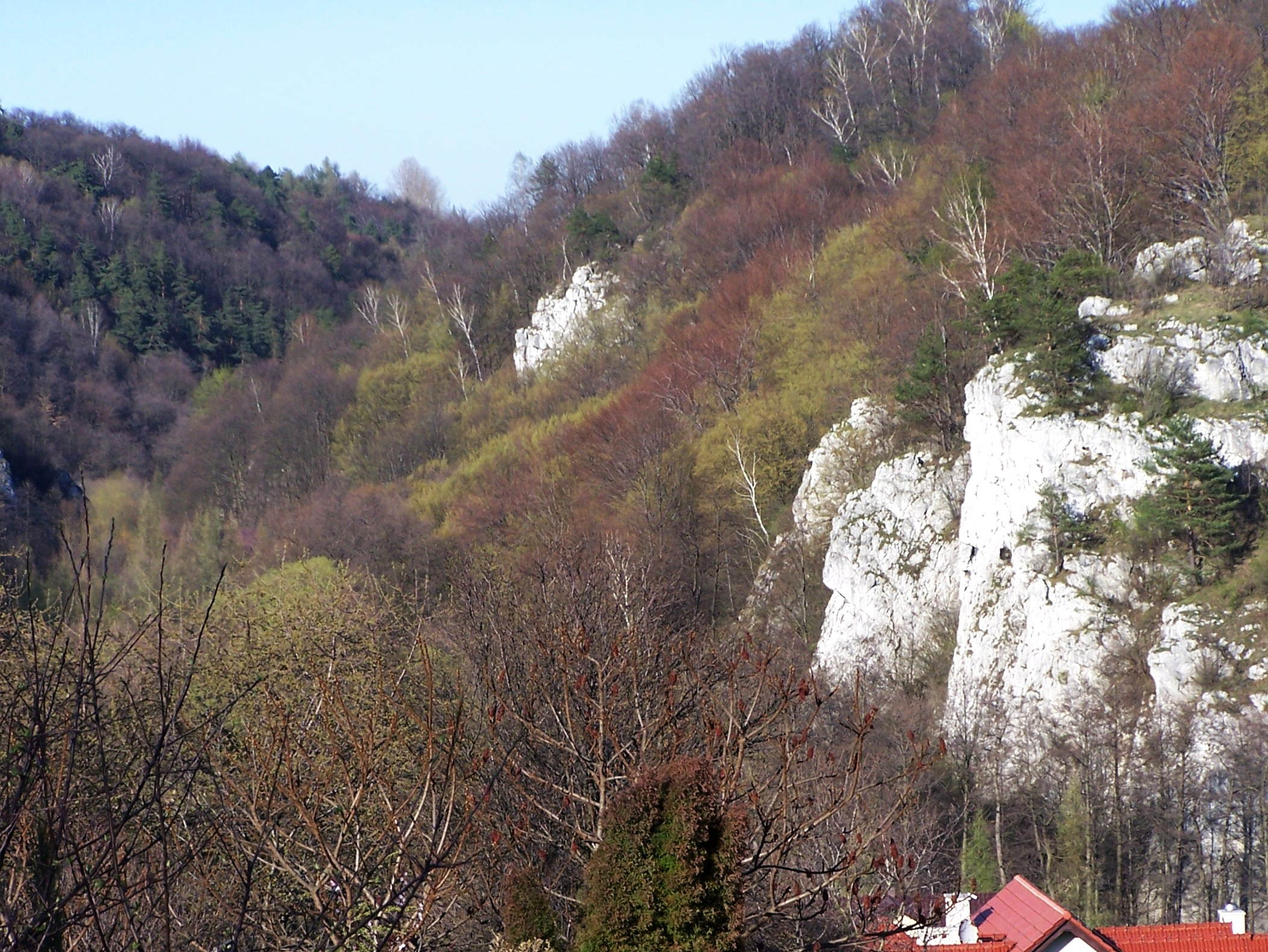
Dolina Kluczwody
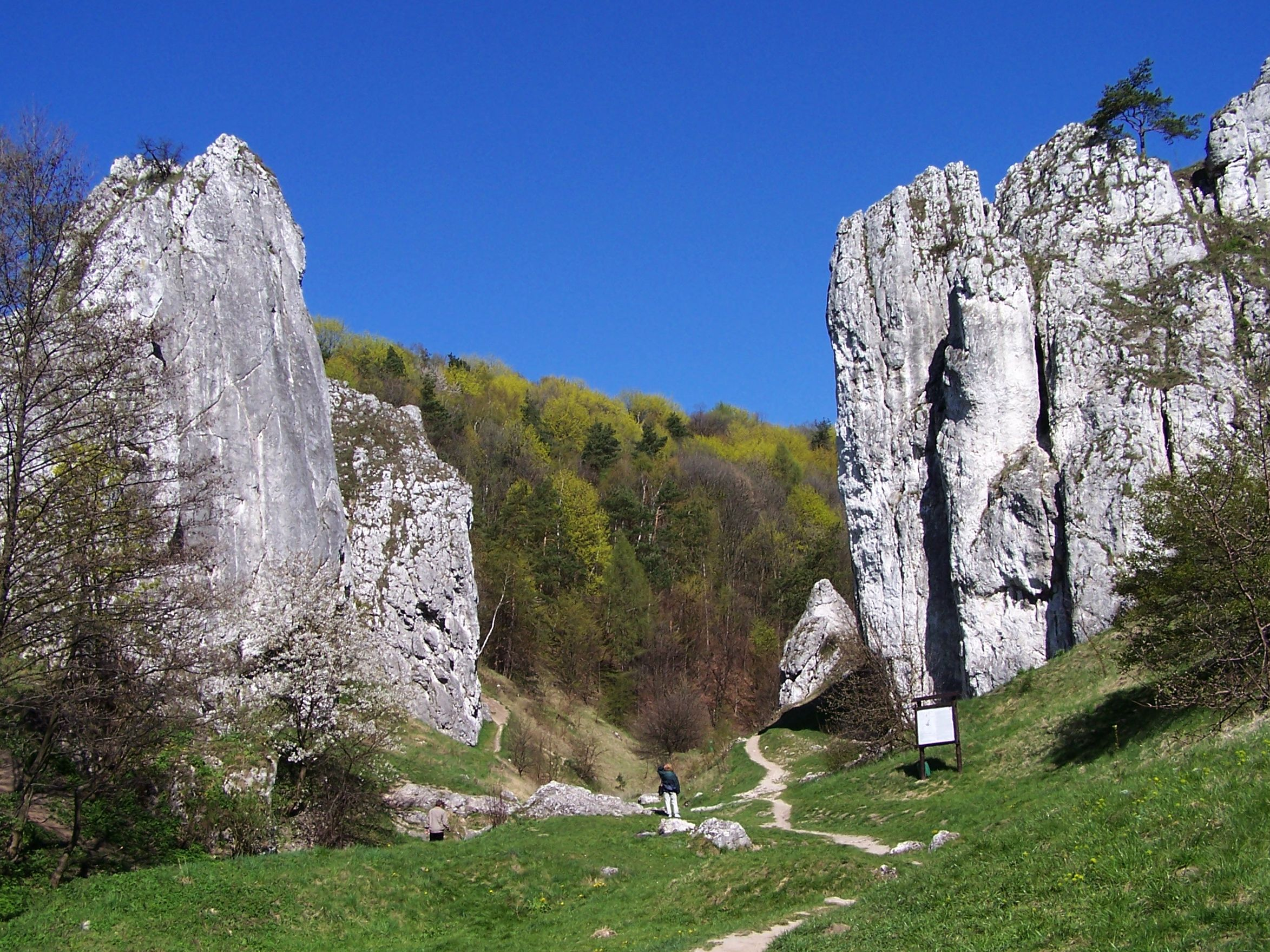
Dolina Bolechowicka
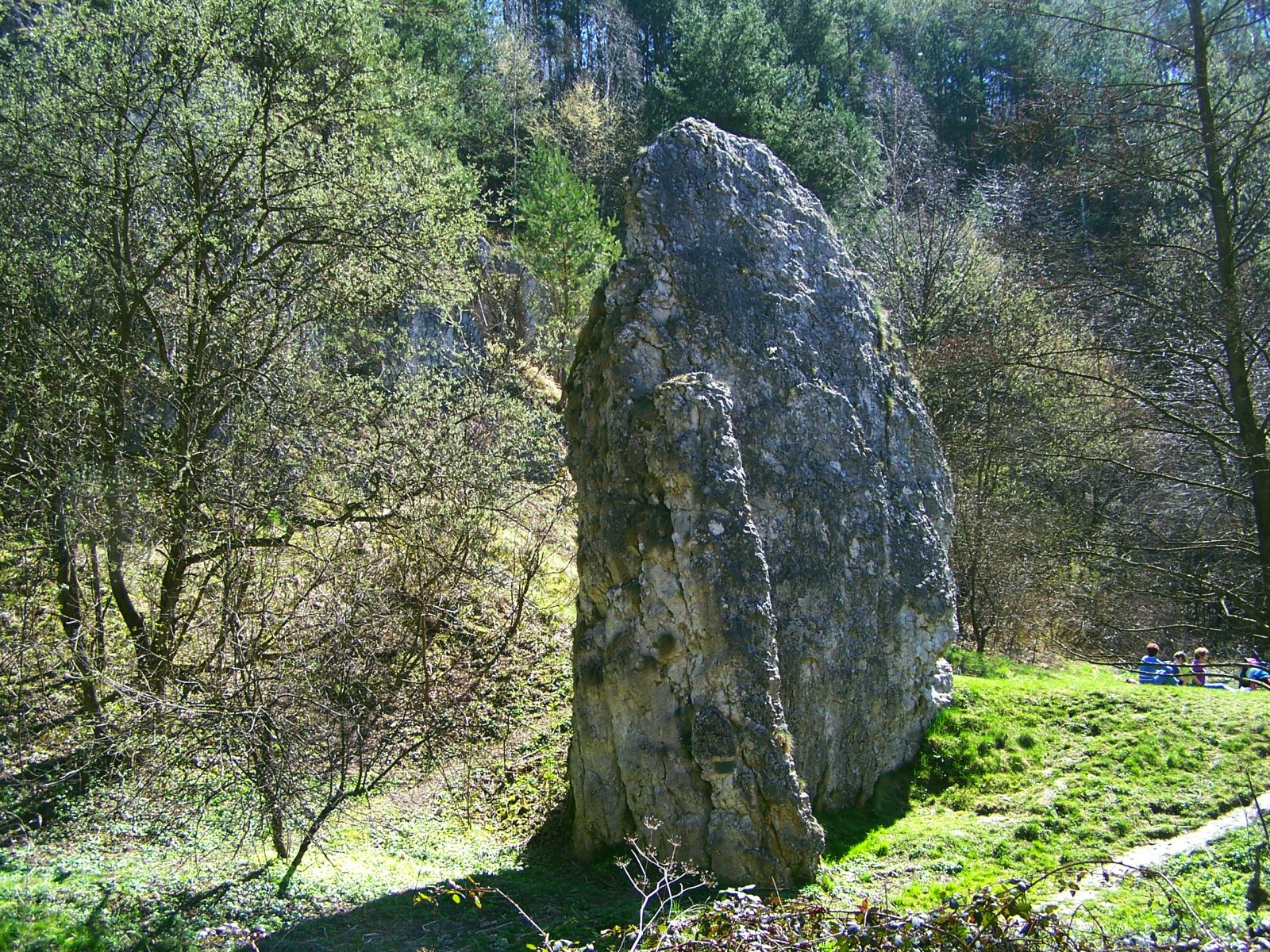
Dolina Kobylańska
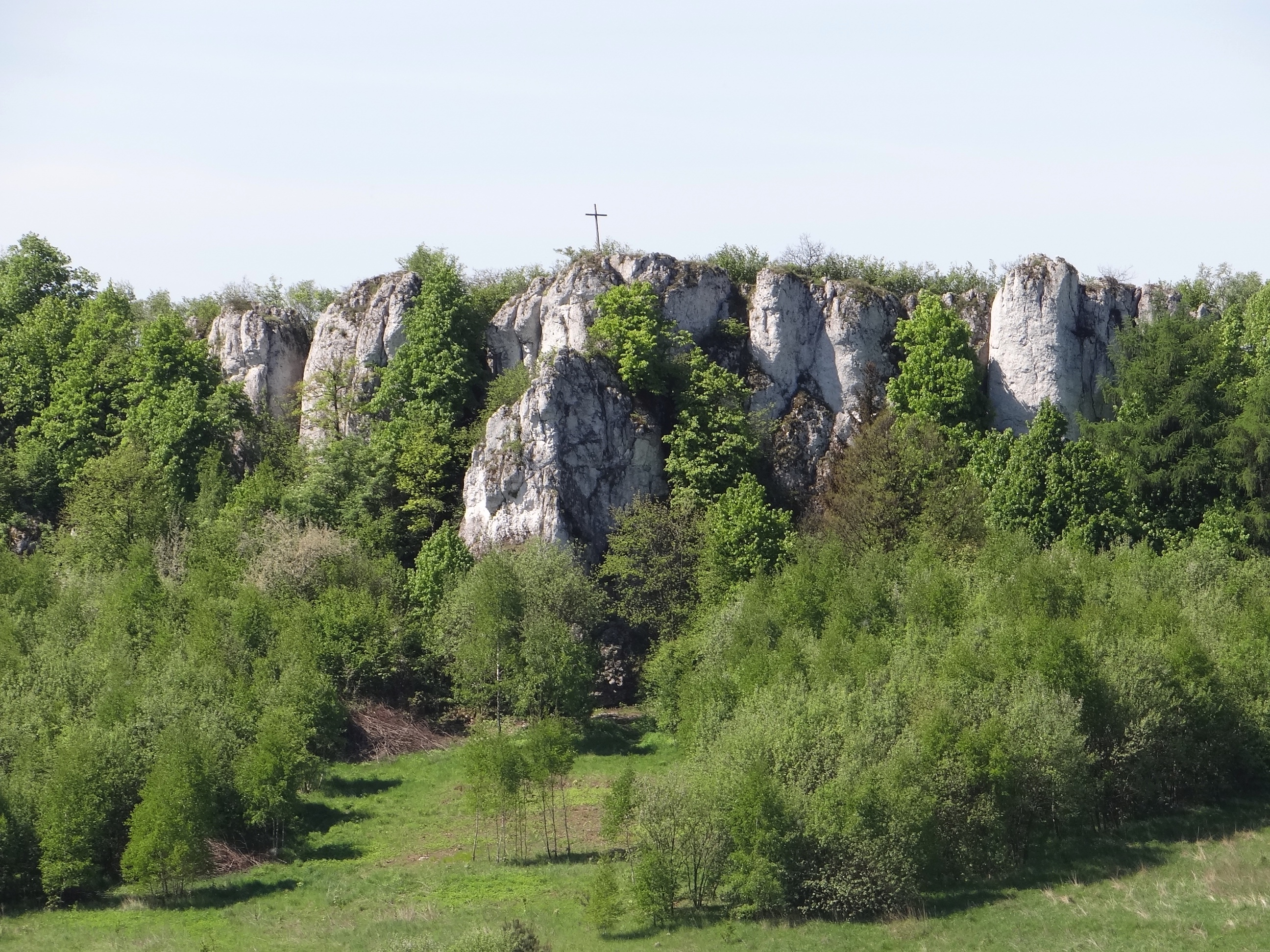
Dolina Szklarki